# 斯拉文贝鲁波足球俱乐部
斯拉文贝鲁波足球俱乐部，一般称作斯拉文，克罗地亚足球俱乐部，位于北部城市科普里夫尼察。球队主场是科普里夫尼察Gradski体育场，拥有3,000个位置，体育场计划在2007-08赛季结束后在东侧看台进行扩建。

## 俱乐部介绍
斯拉文贝鲁波成立于1912年8月20日。
2007年，俱乐部晋级克罗地亚杯的决赛，在半决赛中淘汰了卫冕冠军NK里耶卡，但是最终在决赛中两回合1-2败给了萨格勒布迪纳摩。尽管决赛中被给了迪纳摩但是斯拉文仍然得到了球队历史上第一次参加欧洲联盟杯的资格 (萨格勒布迪纳摩是联赛和杯赛的双料冠军)。
斯拉文打入了2007-08赛季欧洲联盟杯的第二轮，在第一轮中两回合8-4击败了阿尔巴尼亚甲的KS图达杜利斯，但在第二轮中两回合2-4被土超劲旅加拉塔萨雷所淘汰。

## 欧洲赛场战绩
| 赛事       | 场次 | 胜 | 平 | 负 | 进球 | 失球 | 年份                         |
| ---------- | ---- | -- | -- | -- | ---- | ---- | ---------------------------- |
| 欧洲联盟杯 | 4    | 1  | 1  | 2  | 10   | 8    | 2007-08赛季                  |
| 托托杯     | 34   | 17 | 7  | 10 | 50   | 30   | 2000, 2001, 2002, 2004, 2005 |
| 总计       | 36   | 18 | 8  | 10 | 58   | 34   |                              |